# Bathysaurus mollis
Espèce
Synonymes
- Bathysaurus morris Günther, 1878
- Bathysaurus obtusirostris Vaillant, 1888

Statut de conservation UICN

 LC 14 juillet 2014 : Préoccupation mineure
Bathysaurus mollis est une espèce de poissons osseux marins de la famille des Bathysauridae. 

## Systématique
L'espèce Bathysaurus mollis a été décrite pour la première fois en 1878 par l’ichtyologue britannique Albert Günther.
Le nom valide complet (avec auteur) de ce taxon est Bathysaurus mollis Günther, 1878.

### Synonymie
Selon Catalogue of Life (8 juin 2025) et World Register of Marine Species (8 juin 2025) :
- Bathysaurus morris Günther, 1878
- Bathysaurus obtusirostris Vaillant, 1888

## Description
Bathysaurus mollis possède un corps allongé dont la longueur varie généralement de 24,1 à 60 cm, bien que certains spécimens puissent atteindre 78 cm.
Dans la nature, les membres de l’espèce sont généralement blancs avec des taches noires sur les branchies.
Bathysaurus mollis possède une mâchoire garnie de dents caniniformes, lui permettant vraisemblablement d'attraper ses proies.
Bathysaurus mollis est une espèce hermaphrodite simultané, c'est-à-dire que tous les individus sont à la fois mâles et femelles.
Après leur éclosion, les œufs deviennent des larves planctoniques qui grandissent et se métamorphosent jusqu'à atteindre leur apparence adulte, vers une longueur de 83 mm.

## Comportement

### Parasites
Bathysaurus mollis est parfois victime de parasites digènes comme Merlucciotrema praeclarum.

## Galerie d'images

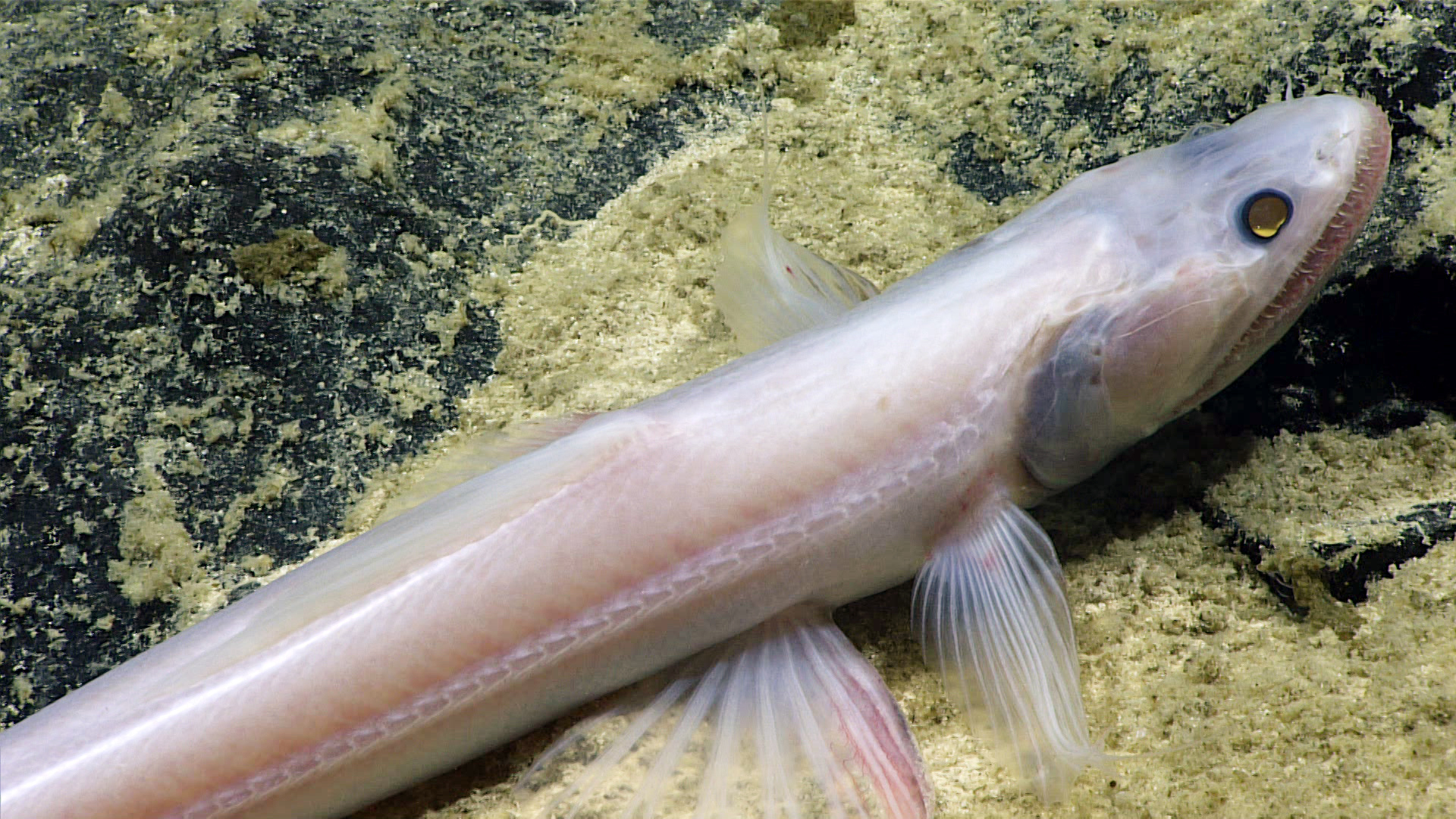
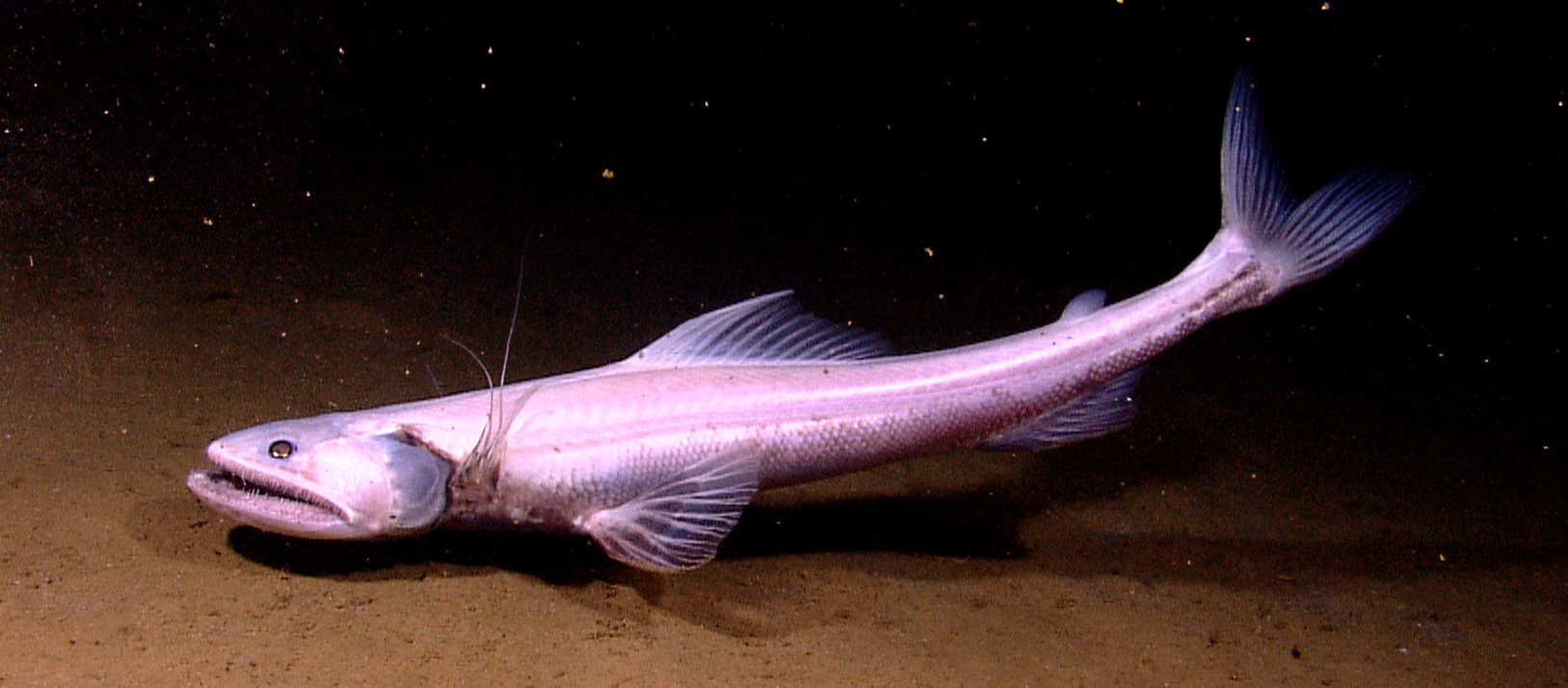
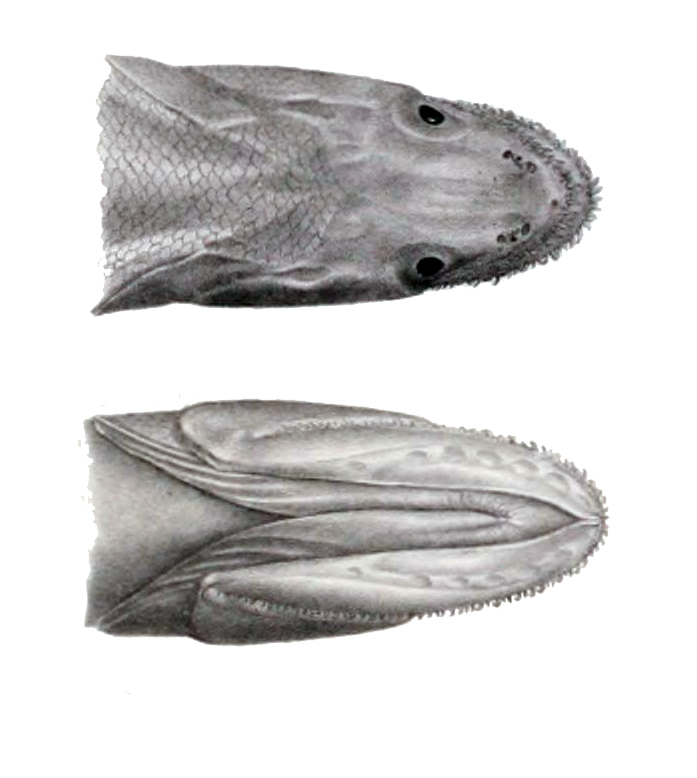

## Répartition
Bathysaurus mollis se trouve dans les océans Pacifique, Atlantique et Indien à des profondeurs variant entre 1550 et 4 900 m, dans des eaux froides, où la température se situe aux alentours de 4 °C.